# Paralelo 60 norte

Mapa de la región entre los 50° y 70° de latitud norte. Escala: 1527 m/píxel a 60° de latitud.

El paralelo 60 Norte es un paralelo que está 60 grados al norte del plano ecuatorial de la Tierra.
Este paralelo Define la frontera entre varias provincias y territorios del Canadá.
A esta latitud el día dura 18 horas con 52 minutos en el solsticio de junio y 5 horas con 52 minutos en el solsticio de diciembre.

## Dimensiones
Conforme el sistema geodésico WGS 84, en el nivel de latitud 60° N, un grado de longitud equivale a 55,8 km; la extensión total del paralelo es por lo tanto 20.088 km, cerca de 50% de la extensión del Ecuador, de la cual ese paralelo dista 6.654 km, distando 3.348 km del polo norte.

## Cruzamientos
Comenzando por el meridiano de Greenwich y tomando la dirección este, el paralelo 60 norte pasa sucesivamente por:
| País, territorio o mar | Notas |
| ---------------------- | --- |
| Mar del Norte          | |
| Noruega                | pasa poco al sur de Bergen y bien próximo a Oslo |
| Suecia                 | poco al sur de Estocolmo |
| Mar Báltico            | Golfo de Botnia |
| Åland                  | |
| Mar Báltico            | |
| Finlandia              | extremo sur del país |
| Mar Báltico            | Golfo de Finlandia, pasando por las islas de Moshchnyy y Kotlin, de la Rusia |
| Rusia                  | poco al norte de San Petersburgo |
| Mar de Ojotsk          | |
| Rusia                  | Península de Kamchatka |
| Océano Pacífico        | Mar de Bering |
| Estados Unidos         | Alaska - Isla Nunivak y continente (en Kipnuk) |
| Océano Pacífico        | Ensenada de Cook, Golfo de Alaska |
| Estados Unidos         | Alaska - Península de Kenai y Isla Montague |
| Océano Pacífico        | Golfo de Alaska |
| Estados Unidos         | Alaska - Isla Kayak y una pequeña parte en el continente |
| Océano Pacífico        | Golfo de Alaska |
| Estados Unidos         | Alaska |
| Canadá                 | frontera Yukon / Columbia Británica frontera Territorios del Noroeste / Columbia Británica frontera Territorios del Noroeste / Alberta frontera Territorios del Noroeste / Saskatchewan frontera Nunavut / Manitoba |
| Bahía de Hudson        | |
| Canadá                 | Quebec |
| Bahía de Ungava        | |
| Canadá                 | Quebec Terranova y Labrador |
| Océano Atlántico       | Mar de Labrador |
| Groenlandia            | Extremo sur |
| Océano Atlántico       | |
| Reino Unido            | Islas Shetland, Escocia |
| Mar del Norte          | |